# Kattankudi
Kattankudi (en tamil: காத்தான்குடி ) es una ciudad de Sri Lanka en el distrito de Batticaloa, provincia Oriental.

## Geografía
Se encuentra a una altitud de 8 m s. n. m. a 319 km de la capital nacional, Colombo, en la zona horaria UTC +5:30.

## Demografía
Según estimación 2011 contaba con una población de 39 387 habitantes.